# SPHEREx
SPHEREx (англ. (Spectro-Photometer for the History of the Universe, Epoch of Reionization, and Ices Explorer)) — інфрачервоний космічний телескоп, призначений для створення детальної галактичної карти. Розроблений NASA у межах програми Medium-Class Explorers. SPHEREx був запущений в космос 11 березня 2025 року ракетою Falcon 9 Block 5 разом з іншою науковою місією PUNCH із стартового майданчика бази Ванденберг.

## Історія
SPHEREx було запропоновано до створення 19 грудня 2014 року та цей проєкт було відібрано для подальшого концептуального розвитку 30 липня 2015 року за програмою Small Explorer program (SMEX). Детальну концепцію проєкту було схвалено NASA  19 липня 2016 року, проте його не було відібрано для програми SMEX. Оновлену версію SPHEREx було схвалено 15 грудня 2016 року за програмою Medium-Class Explorers та її було відібрано як фіналіста в серпні 2017 року разом із двома іншими програмами. 
Команда кожного з цих проєктів отримала по $2 млн для уточнення концепції місії протягом 9 місяців. SPHEREx було обрано як переможця у лютому 2019 року, запуск було заплановано на 2023 рік. На розробку космічного апарата буде виділено $250 млн без урахування вартості запуску.
Розробник місії SPHEREx — Каліфорнійський технологічний інститут. Апаратуру і її обслуговування забезпечить Лабораторія реактивного руху NASA, а зберуть зонд у компанії Ball Aerospace. До його тестів і розшифровці даних приєднаються експерти з Корейського інституту астрономії і космічних наук (KASI).
11 березня 2025 року SPHEREx був запущений. Це 178-кілограмовий апарат оснащений інфрачервоним телескопом із 20-сантиметровим дзеркалом. Його головною відмінністю від наявного на порядки більшого дзеркала James Webb, є поле огляду. SPHEREx здатний спостерігати ділянку неба, еквівалентну 20 повним Місяцям.
27 березня 2025 року з SPHEREx отримано зображення. Воно складається з шести окремих знімків — по одному для кожного детектора апарата. Кожен із шести інфрачервоних детекторів SPHEREx може фіксувати 17 унікальних діапазонів довжин хвиль. Аналізуючи їх, можна визначити склад об’єкта або відстань до галактики.
7 квітня 2025 року в повідомленні NASA було зазначено, що кожен знімок, який вже виконав SPHEREx, охоплює понад 100 000 джерел світла зірок і галактик у кожному кадрі. Всі системи телескопа працюють у штатному режимі.

## Призначення
SPHEREx буде використовувати ближне інфрачервоне світло для огляду неба кожні шість місяців і збору даних про понад 100 мільйонів зірок Чумацького Шляху, а також 300 мільйонів галактик. Досліджуючи Чумацький Шлях, SPHEREx шукатиме органічні молекули і воду в місцях, де народжуються зорі. Результатом місії має стати створення карти неба з використанням 96 різних колірних смуг з великою роздільною здатністю, більшою, ніж у будь-яких попередніх картах неба. SPHEREx також може допомогти у визначенні цілей для майбутніх місій, таких як космічний телескоп «Джеймс Вебб».[джерело?].
На відміну від попередніх космічних телескопів, SPHEREx досліджуватиме Всесвіт у 102 інфрачервоних кольорах.

## Характеристики
SPHEREx використовує спектрофотометр, що буде здійснювати обстеження всього неба використовуючи ближній інфрачервоний спектр від 0,75 до 5,0 мкм. Об'єктив телескопа має діаметр 20 см з шириною кута 3,5° x 7° та зберігати зображення на чотирьох фотодетекторах 2k x 2k телуриду ртуті-кадмію (HgCdTe).